# Upplands runinskrifter 824
Upplands runinskrifter 824 är en vikingatida runsten av granit vid Holms kyrka, Holms socken och Enköpings kommun. Högst upp på ristningen finns en ansiktsmask. Runstenen är 2,2 meter hög och 1,6 meter bred. Runhöjden är cirka 7-8 centimeter. Ristningen är signerad av Åsmund Kåresson, men håller inte runmästarens kvalitet. Möjligt är att Åsmund skisserat inskriften och att den slutförts av en betydligt mer ovan runristare.

## Inskriften
Translitterering av runraden:
iukiʀ auk · ifriþr · litu͡ ͡rita stian þina| |abtiʀ bruþur · rhuþilfaʀ · i u-(r)bhrki osmuntr| |ritsi runaʀ
Normalisering till runsvenska:
Iogæiʀʀ ok Afriðr(?) letu retta stæin þenna æftiʀ broður Hroðælfaʀ i u-rbergi. Asmundr risti runaʀ.
Översättning till nusvenska:
Joger och Åfrid läto resa denna sten efter brodern till Rodälv i Örberg(?). Åsmund ristade runorna.